# Liste von Locomotive Superintendents und Chief Mechanical Engineers britischer Eisenbahngesellschaften
Die Liste der Locomotive Superintendents und Chief Mechanical Engineers der britischen Eisenbahnen umfasst die Personen, die in einer Eisenbahngesellschaft in Großbritannien die Position des Locomotive Superintendents oder des Chief Mechanical Engineers (CME) innehatten. Der Locomotive Superintendent war verantwortlich für den Entwurf neuer Lokomotiven sowie die Verbesserung bestehender Baureihen. Zudem überwachte er die Wartungsarbeiten an den Lokomotiven und leitete deren Einsatz. Der Chief Mechanical Engineer, abgekürzt CME, hatte die Rolle eines leitenden Ingenieurs inne und war für die Planung, den Bau, die Wartung und den Betrieb aller mechanischen Systeme der Bahngesellschaft, einschließlich Lokomotiven und des übrigen Rollmaterials, zuständig.
| Person                        | Position                                              | Bahngesellschaft                                                | Zeitraum   | Bild | Anmerkungen |
| ----------------------------- | ----------------------------------------------------- | --------------------------------------------------------------- | ---------- | ---- | --- |
| William Adams                 | Locomotive Superintendent                             | North London Railway (NLR)                                      | 1858–1873  |      | |
| William Adams                 | Locomotive Superintendent                             | Great Eastern Railway (GER)                                     | 1873–1878  |      | |
| William Adams                 | Locomotive Superintendent                             | London and South Western Railway (LSWR)                         | 1878–1895  |      | |
| Joseph Armstrong              | Locomotive Superintendent                             | Great Western Railway (GWR)                                     | 1864–1877  |      | |
| John Aspinall                 | Locomotive Superintendent                             | Lancashire and Yorkshire Railway (L&YR)                         | 1886–1899  |      | |
| William Barton Wright         | Locomotive Superintendent                             | Lancashire and Yorkshire Railway (L&YR)                         | 1876–1886  |      | |
| Joseph Hamilton Beattie       | Locomotive Superintendent                             | London and South Western Railway (LSWR)                         | 1850–1871  |      | Vater seines Nachfolgers |
| William George Beattie        | Locomotive Superintendent                             | London and South Western Railway (LSWR)                         | 1871–1878  |      | Sohn seines Vorgängers |
| Lawson Butzkopfski Billinton  | Locomotive Superintendent                             | London, Brighton and South Coast Railway (LB&SC)                | 1911–1922  |      | Sohn seines Vorgängers |
| Robert John Billinton         | Locomotive, Carriage and Wagon Superintendent         | London, Brighton and South Coast Railway (LB&SC)                | 1890–1904  |      | Vater seines Nachfolgers |
| Roland Bond                   | Chief Mechanical Engineer                             | British Railways (BR)                                           | 1953–1958  |      | |
| Charles Bowen Cooke           | Chief Mechanical Engineer                             | London and North Western Railway (LNWR)                         | 1909–1920  |      | |
| Massey Bromley                | Locomotive Superintendent                             | Great Eastern Railway (GER)                                     | 1878–1881  |      | Starb beim Eisenbahnunfall von Penistone                                                                                               |
| Oliver Bulleid                | Chief Mechanical Engineer                             | Southern Railway (SR)                                           | 1937–1947  |      | Schwiegersohn von Henry Ivatt |
| Edward Bury                   | Locomotive Superintendent                             | London and Birmingham Railway (L&BR)                            | 1839 –1846 |      | |
| Edward Bury                   | Locomotive Superintendent                             | London and North Western Railway (LNWR), Southern Division      | 1846 –1847 |      | |
| Walter Chalmers               | Chief Mechanical Engineer                             | North British Railway (NBR)                                     | 1920–1922  |      | |
| George Jackson Churchward     | Chief Mechanical Engineer                             | Great Western Railway (GWR)                                     | 1902–1921  |      | |
| Thomas Foster Clark           | Locomotive Superintendent                             | Metropolitan Railway                                            | 1896–1906  |      | |
| Charles Collett               | Chief Mechanical Engineer                             | Great Western Railway (GWR)                                     | 1921–1941  |      | |
| William Cowan                 | Locomotive Superintendent                             | Great North of Scotland Railway (GNSR)                          | 1857–1883  |      | |
| John Chester Craven           | Locomotive Superintendent                             | London, Brighton and South Coast Railway (LB&SC)                | 1847–1870  |      | |
| William Dean                  | Chief Locomotive Engineer                             | Great Western Railway (GWR)                                     | 1877–1902  |      | |
| Richard Deeley                | Chief Mechanical Engineer                             | Midland Railway (MR)                                            | 1904–1909  |      | |
| Dugald Drummond               | Locomotive Superintendent                             | North British Railway (NBR)                                     | 1875–1882  |      | Bruder von Peter Drummond, Schwiegervater von James Johnson                                                                            |
| Dugald Drummond               | Chief Mechanical Engineer                             | Caledonian Railway (CR)                                         | 1882–1890  |      | Bruder von Peter Drummond, Schwiegervater von James Johnson                                                                            |
| Dugald Drummond               | Locomotive Superintendent                             | London and South Western Railway (LSWR)                         | 1895–1912  |      | Bruder von Peter Drummond, Schwiegervater von James Johnson                                                                            |
| Peter Drummond                | Locomotive Superintendent                             | Highland Railway (HR)                                           | 1896–1911  |      | Bruder von Dugald Drummond |
| Peter Drummond                | Locomotive Superintendent                             | Glasgow and South Western Railway (G&SWR)                       | 1912–1918  |      | Bruder von Dugald Drummond |
| James Dunbar                  | Locomotive Superintendent                             | Brecon and Merthyr Tydfil Junction Railway (B&MR)               | 1917–1922  |      | |
| Charles Fairburn              | Chief Mechanical Engineer                             | London, Midland and Scottish Railway (LMS)                      | 1944–1945  |      | |
| Edward Fletcher               | Locomotive Superintendent                             | Newcastle and Darlington Junction Railway                       | 1845–1854  |      | |
| Edward Fletcher               | Locomotive Superintendent                             | North Eastern Railway (NER)                                     | 1854–1882  |      | |
| Henry Fowler                  | Chief Mechanical Engineer                             | Midland Railway (MR)                                            | 1909–1923  |      | |
| Henry Fowler                  | Chief Mechanical Engineer                             | London, Midland and Scottish Railway (LMS)                      | 1925–1931  |      | |
| Daniel Gooch                  | Chief Mechanical Engineer                             | Great Western Railway (GWR)                                     | 1837–1864  |      | |
| William Sebastian Graff-Baker | Chief Mechanical Engineer                             | London Passenger Transport Board (LPTB)                         | 1935–1952  |      | |
| Nigel Gresley                 | Chief Mechanical Engineer                             | Great Northern Railway (GNR)                                    | 1911–1922  |      | |
| Nigel Gresley                 | Chief Mechanical Engineer                             | London and North Eastern Railway (LNER)                         | 1923–1941  |      | |
| Frederick Hawksworth          | Chief Mechanical Engineer                             | Great Western Railway (GWR)                                     | 1941–1948  |      | |
| Thomas Heywood                | Locomotive Superintendent                             | Great North of Scotland Railway (GNSR)                          | 1914–1922  |      | |
| Alfred John Hill              | Chief Mechanical Engineer                             | Great Eastern Railway (GER)                                     | 1912–1922  |      | |
| James Holden                  | Locomotive Superintendent                             | Great Eastern Railway (GER)                                     | 1885–1907  |      | Vater seines Nachfolgers Neffe von Edward Fletcher                                                                                     |
| Stephen Dewar Holden          | Locomotive Superintendent                             | Great Eastern Railway (GER)                                     | 1908–1912  |      | Sohn seines Vorgängers |
| Matthew Holmes                | Locomotive Superintendent                             | North British Railway (NBR)                                     | 1882–1903  |      | |
| Henry Hoy                     | Chief Mechanical Engineer                             | Lancashire and Yorkshire Railway (L&YR)                         | 1899–1903  |      | |
| George Hughes                 | Chief Mechanical Engineer                             | Lancashire and Yorkshire Railway (L&YR)                         | 1904–1921  |      | |
| George Hughes                 | Chief Mechanical Engineer                             | London and North Western Railway (LNWR)                         | 1921–1922  |      | |
| George Hughes                 | Chief Mechanical Engineer                             | London, Midland and Scottish Railway (LMS)                      | 1923–1925  |      | |
| Tom Hurry Riches              | Locomotive Superintendent                             | Taff Vale Railway (TVR)                                         | 1873–1911  |      | |
| Henry Ivatt                   | Chief Mechanical Engineer                             | Great Northern Railway (GNR)                                    | 1896–1911  |      | 1882–1895 Locomotive Engineer der irischen Great Southern and Western Railway Vater von George Ivatt Schwiegervater von Oliver Bulleid |
| George Ivatt                  | Chief Mechanical Engineer                             | London, Midland and Scottish Railway (LMS)                      | 1945–1947  |      | Sohn von Henry Ivatt |
| David Jones                   | Locomotive Superintendent                             | Highland Railway (HR)                                           | 1870–1896  |      | |
| James Johnson                 | Locomotive Superintendent                             | Great North of Scotland Railway (GNSR)                          | 1890–1894  |      | Sohn von Samuel Waite Johnson, Schwiegersohn von Dugald Drummond                                                                       |
| Samuel Waite Johnson          | Locomotive Superintendent                             | Edinburgh and Glasgow Railway                                   | 1864–1866  |      | Vater von James Johnson |
| Samuel Waite Johnson          | Locomotive Superintendent                             | Great Northern Railway (GNR)                                    | 1866–1873  |      | Vater von James Johnson |
| Samuel Waite Johnson          | Locomotive Superintendent                             | Midland Railway (MR)                                            | 1873–1903  |      | Vater von James Johnson |
| Matthew Kirtley               | Locomotive Superintendent                             | Birmingham and Derby Junction Railway                           | 1839–1844  |      | Onkel von William Kirtley |
| Matthew Kirtley               | Locomotive Superintendent                             | Midland Railway (MR)                                            | 1844–1873  |      | Onkel von William Kirtley |
| William Kirtley               | Locomotive Superintendent                             | London, Chatham and Dover Railway (LCDR)                        | 1874–1898  |      | |
| Ernest Lemon                  | Locomotive Superintendent                             | London, Midland and Scottish Railway (LMS)                      | 1931       |      | |
| Douglas E. Marsh              | Locomotive, Carriage and Wagon Superintendent         | London, Brighton and South Coast Railway (LB&SC)                | 1905–1911  |      | |
| William Martley               | Locomotive Superintendent                             | London, Chatham and Dover Railway (LCDR)                        | 1860–1874  |      | |
| James Manson                  | Locomotive Superintendent                             | Great North of Scotland Railway (GNSR)                          | 1883–1890  |      | |
| James Manson                  | Locomotive Superintendent                             | Glasgow and South Western Railway (G&SWR)                       | 1890–1911  |      | |
| William Marriott              | Locomotive Superintendent                             | Eastern and Midlands Railway (E&MR)                             | 1885–1893  |      | |
| William Marriott              | Locomotive Superintendent                             | Midland and Great Northern Joint Railway (M&GN)                 | 1893–1924  |      | |
| Richard Maunsell              | Chief Mechanical Engineer                             | South Eastern and Chatham Railway (SECR)                        | 1913–1922  |      | 1911–1913 CME der irischen Great Southern and Western Railway                                                                          |
| Richard Maunsell              | Chief Mechanical Engineer                             | Southern Railway (SR)                                           | 1923–1937  |      | 1911–1913 CME der irischen Great Southern and Western Railway                                                                          |
| Alexander McDonnell           | Locomotive Superintendent                             | Great Southern and Western Railway (GS&WR)                      | 1864–1882  |      | |
| Alexander McDonnell           | Locomotive Superintendent                             | North Eastern Railway (NER)                                     | 1882–1884  |      | |
| James McConnell               | Locomotive Superintendent                             | London and North Western Railway (LNWR), Southern Division      | 1847–1862  |      | |
| John F. McIntosh              | Locomotive carriage & wagon superintendent            | Caledonian Railway (CR)                                         | 1895–1914  |      | |
| John Melling                  | Locomotive Superintendent                             | Liverpool and Manchester Railway (L&MR)                         | 1833–1840  |      | |
| James Charles Park            | Locomotive Superintendent                             | North London Railway (NLR)                                      | 1873–1893  |      | |
| Thomas Parker                 | Locomotive Superintendent                             | Manchester, Sheffield and Lincolnshire Railway (MS&LR)          | 1886–1893  |      | |
| Arthur Peppercorn             | Chief Mechanical Engineer                             | London and North Eastern Railway (LNER)                         | 1946–1949  |      | |
| William Frank Pettigrew       | Chief Mechanical Engineer                             | Furness Railway (Furness)                                       | 1897–1918  |      | |
| William Pickersgill           | Locomotive Superintendent                             | Great North of Scotland Railway (GNSR)                          | 1894–1914  |      | |
| William Pickersgill           | Locomotive, Carriage and Wagon Superintendent         | Caledonian Railway (CR)                                         | 1914–1923  |      | |
| Harry Pollitt                 | Locomotive & Marine Engineer                          | Manchester, Sheffield and Lincolnshire Railway (MS&LR)          | 1893–1897  |      | |
| Harry Pollitt                 | Locomotive & Marine Engineer                          | Great Central Railway (GCR)                                     | 1898–1900  |      | |
| John Ramsbottom               | Locomotive Superintendent                             | Manchester and Birmingham Railway (M&BR)                        | 1842–1846  |      | |
| John Ramsbottom               | Locomotive Superintendent                             | London and North Western Railway (LNWR), North Eastern Division | 1846–1846  |      | |
| John Ramsbottom               | Locomotive Superintendent                             | London and North Western Railway (LNWR), Northern Division      | 1857–1862  |      | |
| John Ramsbottom               | Chief Mechanical Engineer                             | London and North Western Railway (LNWR)                         | 1862–1871  |      | |
| Vincent Raven                 | Chief Mechanical Engineer                             | North Eastern Railway (NER)                                     | 1910–1922  |      | Schwiegervater von Edward Thompson |
| William P. Reid               | Locomotive Superintendent                             | North British Railway (NBR)                                     | 1903–1919  |      | |
| Robert Riddles                | Chief Mechanical Engineer                             | British Railways (BR)                                           | 1948–1953  |      | |
| John G. Robinson              | Chief Mechanical Engineer                             | Great Central Railway (GCR)                                     | 1900–1922  |      | |
| Charles R. Sacre              | Locomotive Superintendent                             | Manchester Sheffield and Lincolnshire Railway (MS&LR)           | 1859–1886  |      | |
| Robert Sinclair               | Chief Mechanical Engineer                             | Caledonian Railway (CR)                                         | 1848–1856  |      | |
| Robert Sinclair               |                                                       | Great Eastern Railway (GER)                                     | 1856–1865  |      | |
| William Stanier               | Chief Mechanical Engineer                             | London, Midland and Scottish Railway (LMS)                      | 1932–1944  |      | |
| James Stirling                | Locomotive Superintendent                             | Glasgow and South Western Railway (G&SWR)                       | 1866–1878  |      | Sohn von Robert Stirling, Bruder von Patrick Stirling                                                                                  |
| James Stirling                | Locomotive Superintendent                             | South Eastern Railway (SER)                                     | 1878–1898  |      | Sohn von Robert Stirling, Bruder von Patrick Stirling                                                                                  |
| Matthew Stirling              | Locomotive Superintendent                             | Hull and Barnsley Railway (H&BR)                                | 1885–1922  |      | Sohn von Patrick Stirling |
| Patrick Stirling              | Locomotive Superintendent                             | Glasgow and South Western Railway (G&SWR)                       | 1853–1866  |      | Sohn von Robert Stirling, Bruder von James Stirling, Vater von Matthew Stirling                                                        |
| Patrick Stirling              | Locomotive Superintendent                             | Great Northern Railway (GNR)                                    | 1866–1895  |      | Sohn von Robert Stirling, Bruder von James Stirling, Vater von Matthew Stirling                                                        |
| William Stroudley             | Locomotive and Carriage Superintendent                | Highland Railway (HR)                                           | 1866–1870  |      | |
| William Stroudley             | Locomotive and Carriage Superintendent                | London, Brighton and South Coast Railway (LB&SC)                | 1870–1889  |      | |
| Henry Tennant                 | Locomotive Superintendent                             | North Eastern Railway (NER)                                     | 1884–1885  |      | |
| Edward Thompson               | Chief Mechanical Engineer                             | London and North Eastern Railway (LNER)                         | 1941–1946  |      | Schwiegersohn von Vincent Raven |
| Francis Trevithick            | Locomotive Superintendent                             | Grand Junction Railway (GJR)                                    | 1841–1846  |      | Sohn von Richard Trevithick |
| Francis Trevithick            | Locomotive Superintendent                             | London and North Western Railway (LNWR), Northern Division      | 1846–1857  |      | Sohn von Richard Trevithick |
| Robert Urie                   | Chief Mechanical Engineer                             | London and South Western Railway (LSWR)                         | 1912–1922  |      | |
| Harry Wainwright              | Locomotive, Carriage and Wagon Superintendent         | South Eastern and Chatham Railway (SECR)                        | 1899–1913  |      | |
| Francis William Webb          | Chief Mechanical Engineer                             | London and North Western Railway (LNWR)                         | 1871–1903  |      | |
| George Whale                  | Chief Mechanical Engineer                             | London and North Western Railway (LNWR)                         | 1903–1909  |      | |
| Thomas Wheatley               | Locomotive Superintendent                             | North British Railway (NBR)                                     | 1867–1874  |      | |
| Robert Harben Whitelegg       | Locomotive Carriage & Wagon and Marine Superintendent | London, Tilbury and Southend Railway (LTSR)                     | 1910–1912  |      | Sohn seines Vorgängers bei der LTSR |
| Robert Harben Whitelegg       | Chief Mechanical Engineer                             | Glasgow and South Western Railway (G&SWR)                       | 1918–1923  |      | Sohn seines Vorgängers bei der LTSR |
| Thomas Whitelegg              | Locomotive Carriage & Wagon Superintendent            | London, Tilbury and Southend Railway (LTSR)                     | 1880–1910  |      | Vater seines Nachfolgers |
| Thomas William Worsdell       | Locomotive Superintendent                             | Great Eastern Railway (GER)                                     | 1881–1885  |      | Bruder seines Nachfolgers bei der NER                                                                                                  |
| Thomas William Worsdell       | Locomotive Superintendent                             | North Eastern Railway (NER)                                     | 1885–1890  |      | Bruder seines Nachfolgers bei der NER                                                                                                  |
| Wilson Worsdell               | Locomotive Superintendent                             | North Eastern Railway (NER)                                     | 1890–1910  |      | Bruder seines Vorgängers bei der NER                                                                                                   |